# Судна класу «Ліберті»
«Ліберті» (англ. Liberty ship) — клас транспортних суден, що будувалися на верфях США під час Другої світової війни, мали вантажнопідйомність 10 000 т, довжину 135 м і були здатні розвивати швидкість до 11 вузлів.

## Історія
Проблема під час Другої світової війни була в тому, що класичний спосіб будування суден забирав багато часу: приблизно 3—6 місяців від закладки до спуску на воду. Це не влаштовувало керівництво США, які 1941 року вступили у війну. Вони домагалися того, щоб на побудову судна такого класу витрачалось не більше двох тижнів. Фахівці з суднобудування після спроби виконати це завдання відмовились від нього і зробили висновок про принципову неможливість його виконання. Через застосування Алексом Осборном (Alex Osborne) методу «мозкового штурму» (brainstorming) була запропонована ідея модульного монтажу судна, яку висунув інженер з фабрики для виробництва сірників.
Саме завдяки цій ідеї модульного монтажу дослідний зразок судна «Ліберті» був спущений на воду через 9 діб, а серійні кораблі цього класу спускалися на воду щотижня.

## Метод будівництва
Будівництво суден «Ліберті» було організовано за конвеєрним принципом, при якому всі 250 000 деталей, які входять до специфікації судна, збиралися в стандартизованих 250-тонних секціях, що переміщувалися між заводами відповідно до технології монтажу суднового устаткування. Після комплектації секції доставлялися на верфі, де й відбувався остаточний монтаж судна.
Протягом Другої світової війни судна класу «Ліберті» перевезли 2840 літаків, 440 танків і 230 мільйонів ящиків боєприпасів.

## Рекорд швидкості будівництва
Рекорд швидкості будівництва судна і кількості суден у серії належить військово-транспортним пароплавам проєкту EC2-S-C1, що одержав назву «Liberty». У період з 1941 по 1947 рр. було побудовано 2710 суден. Перший пароплав серії «Патрік Генрі» (SS Patrick Henry) був закладений 27 вересня 1941 і будувався 70 днів. Через кілька років складання пароплава «Роберт Е. Пері» (SS Robert E. Peary) зайняло чотири з половиною дні, а через сім днів після закладки кіля судно пройшло швартові випробування і, прийнявши вантаж, вийшло в рейс.